# Sheena Watt
Sheena Watt é uma política australiana que serve como membro do Conselho Legislativo de Victoria para a Região Metropolitana do Norte, desde 13 de outubro de 2020. Uma mulher Yorta Yorta, ela é a primeira mulher indígena australiana a representar o Partido Trabalhista Australiano no Parlamento de Victoria.